# Bruno Jacobs
Bruno Jacobs (* 3. Oktober 1954 in Mülheim an der Ruhr) ist ein deutscher Vorderasiatischer Archäologe.
Bruno Jacobs wurde 1984 in Klassischer Archäologie an der Universität zu Köln promoviert. 1992 erfolgte seine Habilitation für Vorderasiatische Archäologie an der Universität Basel, wo er seit 1993 als Extraordinarius für Vorderasiatische Altertumswissenschaft lehrte. Ende 2021 trat er in den Ruhestand.

## Schriften (Auswahl)
- Griechische und persische Elemente in der Grabkunst Lykiens zur Zeit der Achämenidenherrschaft (= Studies in Mediterranean Archaeology. 88). Åström, Jonsered 1987, ISBN 91-86098-68-3 (= Dissertation).
- Die Satrapienverwaltung im Perserreich zur Zeit Darius’ III. (= Beihefte zum Tübinger Atlas des Vorderen Orients. Reihe B, Nr. 87). Reichert, Wiesbaden 1994, ISBN 3-88226-818-2 (= Habilitationsschrift).
- Die Herkunft und Entstehung der römischen Mithrasmysterien. Überlegungen zur Rolle des Stifters und zu den astronomischen Hintergründen der Kultlegende (= Xenia. Konstanzer Althistorische Vorträge und Forschungen. Heft 43). Universitätsverlag, Konstanz 1999, ISBN 3-87940-672-3.

Herausgeber
- mit Robert Rollinger: Der Achämenidenhof – The Achaemenid Court. Akten des 2. Internationalen Kolloquiums zum Thema „Griechische und lateinische Überlieferung und Altvorderasien“, Landgut Castelen bei Basel, 23.-25. Mai 2007 (= Classica et Orientalia. Band 2). Harrassowitz, Wiesbaden 2010, ISBN 978-3-447-06159-9.
- Ancient Information on Persia re-assessed: Xenophon's Cyropaedia. Proceedings of a conference held at Marburg in honour of Christopher J. Tuplin, December 1-2, 2017. Harrassowitz, Wiesbaden 2020, ISBN 978-3-447-11283-3.
- mit Robert Rollinger: A Companion to the Achaemenid Persian Empire. 2 Bände. Wiley-Blackwell, Hoboken NJ 2021, ISBN 978-1-119-17428-8.